# بولت (نرم‌افزار)
بولِت (انگلیسی: Bullet) یک موتور فیزیک می‌باشد که تشخیص برخورد و همچنین بدنه نرم (soft body) و بدنه داینامیک صلب (rigid body dynamics) را شبیه‌سازی می‌کند. این موتور بیشتر در بازی‌های ویدئویی و جلوه‌های دیداری در فیلم‌ها استفاده می‌شود. اروین کومانس، نویسنده اصلی آن، جایزه آکادمی علمی و فنی را برای کار خود در بولت دریافت کرد. او از سال ۲۰۰۳ تا ۲۰۱۰ برای سونی اینتراکتیو انترتینمنت، از سال ۲۰۱۴ برای ای‌ام‌دی، از سال ۲۰۲۲ برای گوگل و اکنون برای انویدیا کار می‌کند.
کتابخانه فیزیک بولت، مشروط به شرایط پروانه زدلیب، ازاد و متن‌باز است. کد منبع بولت در سال ۲۰۱۴ از گوگل‌کد به گیت‌هاب منتقل شد.